# マーキュリー・セーブル
セーブル（Sable）は、フォード・モーターが米国で生産していたマーキュリーディビジョン向けの普通乗用車である。

## 初代（1986年-1991年）
1985年にフォード・トーラスのマーキュリーバージョンとしてアメリカで発売開始。先進的な空力処理が施された外観や（CD値はセダン0.33、ワゴン0.35）、前輪駆動などを理由にアメリカでは記録的なセールスとなった。日本では1986年から近鉄モータースより発売されていた。バリエーションは4ドアセダンとステーションワゴン。
外観上のトーラスとの違いとしてフロントマスク及びテールレンズのデザイン以外に、4ドアセダンはヒドゥンピラー処理のサイドからリアへ回り込むラップアラウンドウィンドウが大きな特徴である。またフロントグリルはヘッドランプと連動してグリル全体がポジションランプと同程度の明度で点灯するようになっている。これはライトバー(lightbar)と呼ばれ、透明なプラスチックにレンズカットを施したものをグリルに使用している。ライトバーは後のマーキュリー車にも採用されたばかりでなく、他メーカーも採用するほどデザイン面で大きな影響を与えた。
エンジンはV6OHVの3000cc（140ps・22.1kg/m）及び2500cc直4OHV（90ps・18.0kg/m）が用意された。しかし直4エンジンは売行きが悪かったため1987年を最後にカタログ落ちし、替わりに1988年より3800ccV6OHV（140ps・29.7kg/m）が搭載されるようになった。トランスミッションはV6モデルが4速AT、直4モデルが3速ATである。乗車定員は車体形状及びシフトポジションによって異なり、セダンは5/6人、ワゴンは7/8人である。ただしワゴンのサードシートは後ろ向きの折り畳み式であり子供用・緊急用として設計されているので大人には不便かつ窮屈である。
トーラス同様、ヘッドライトの形状から日本のオーナーの間では「デカ目」の愛称で呼ばれ親しまれている。1991年に販売終了、翌年2代目へ。

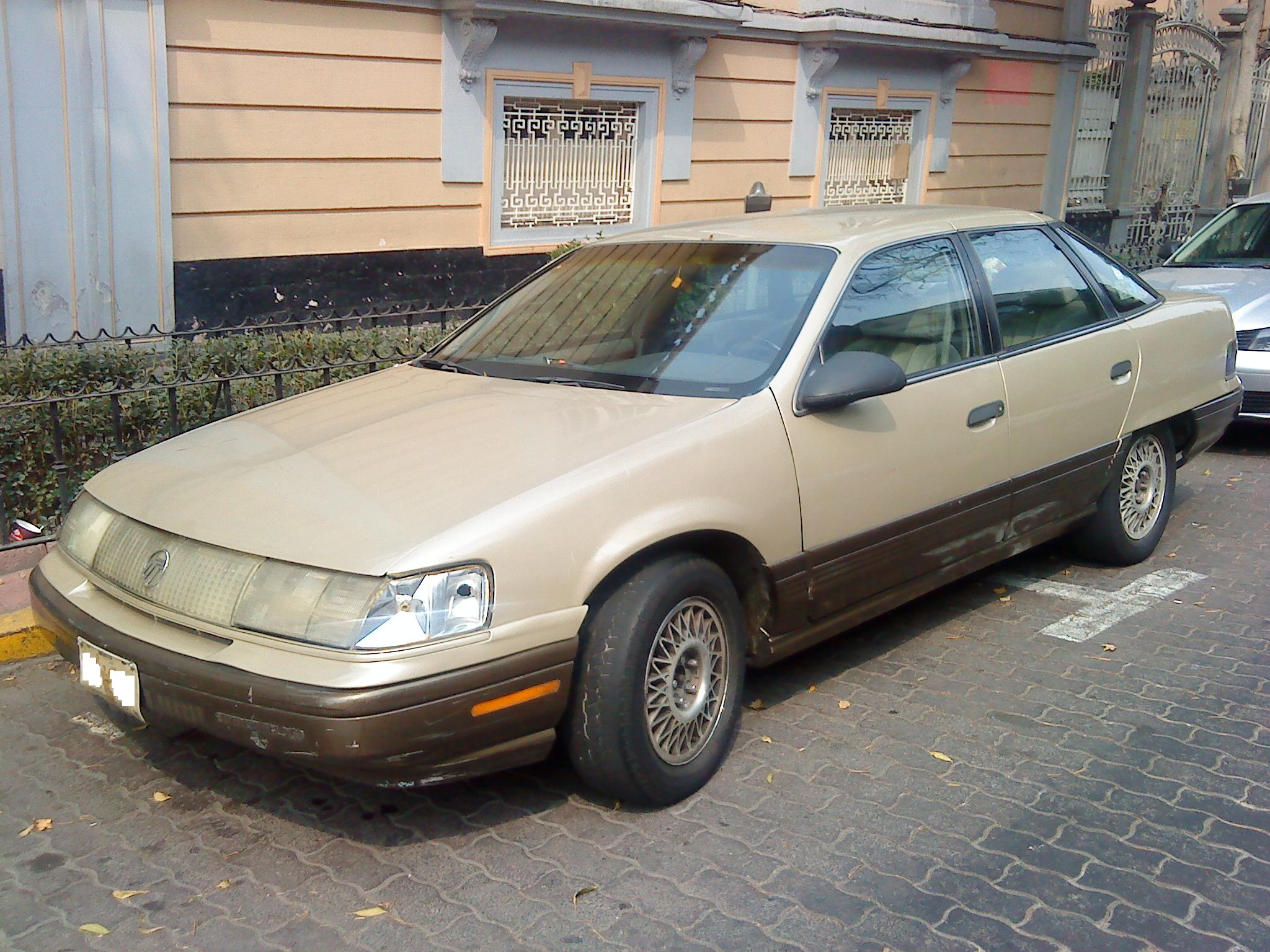
メキシコでのセーブルはフォード・トーラスの名前で販売された。
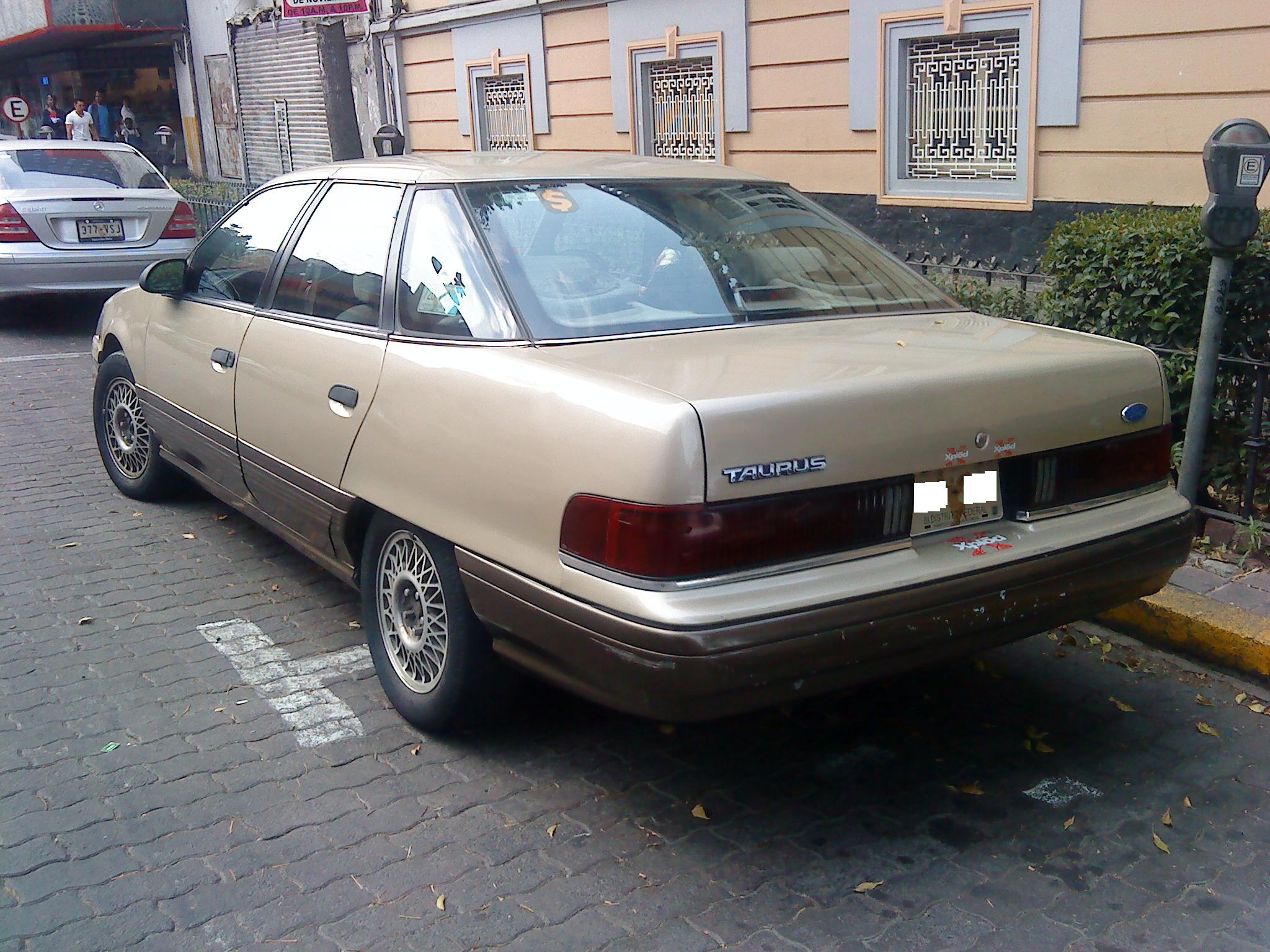
メキシコでのセーブルはフォード・トーラスの名前で販売された。

## 2代目（1992年-1995年）
1992年に2代目が登場。エンジン・駆動系統は初代を踏襲し外装と内装をマイナーチェンジしたのが主な変更点。ヘッドライトが薄型になり、 ライトバーも健在である。またテールレンズのデザインやトランクリッドの形状が変更された。日本では近鉄モータースを通じて1993年まで販売された。
1995年にはLTSと呼ばれるスポーティ仕様が登場した。LTSはLuxury Touring Sedanの略で、本革バケットシートやトーラスLX用アルミホイールなどが装備された。元々はトーラスSHOのセーブル版として準備されていたが、SHOとの競合を恐れたフォードがセーブルLTSの発売の中止を決定。その後1995年にモデル末期のテコ入れとして標準モデルに特別装備を施した仕様をLTSの名称で販売したものである。

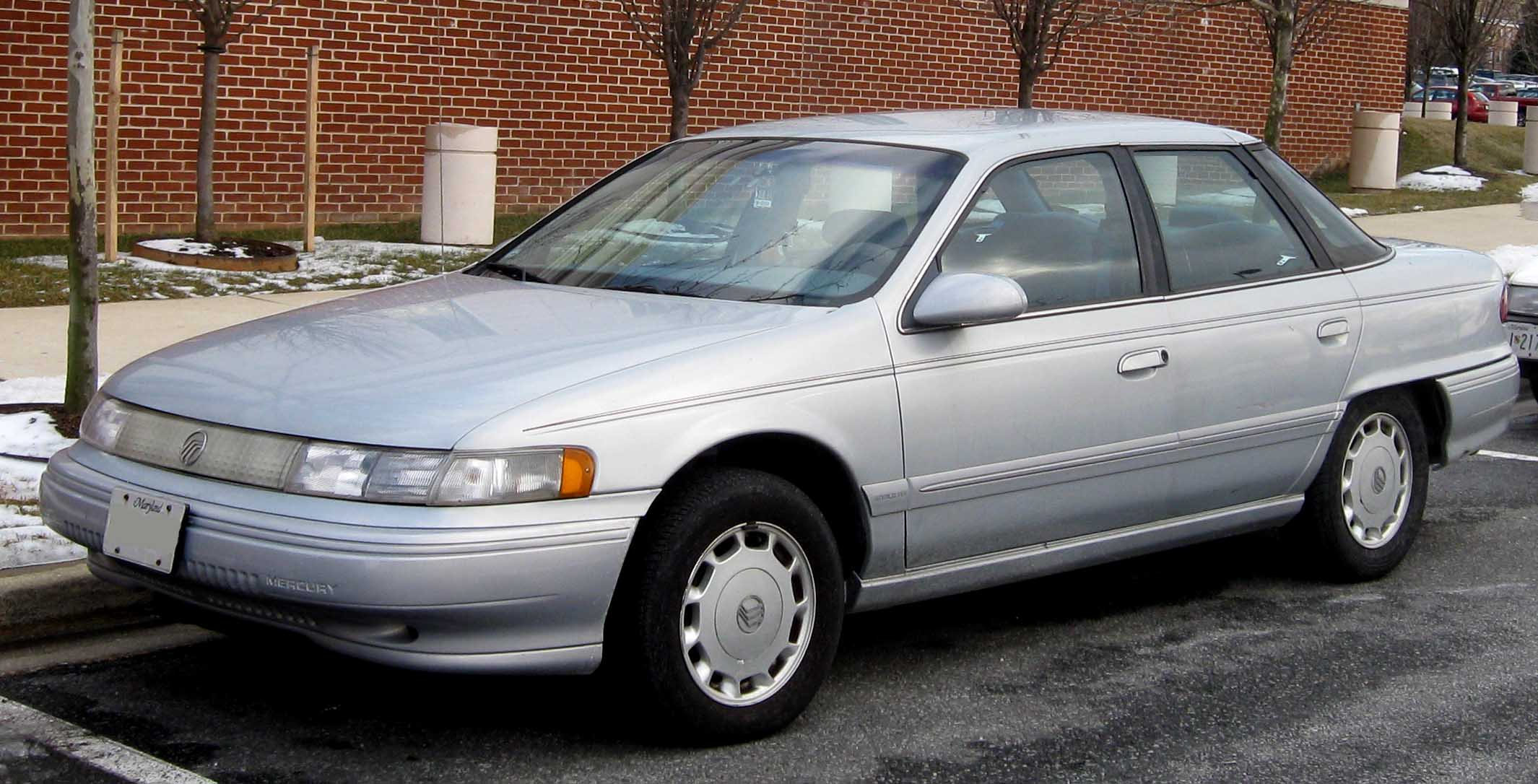
セダン
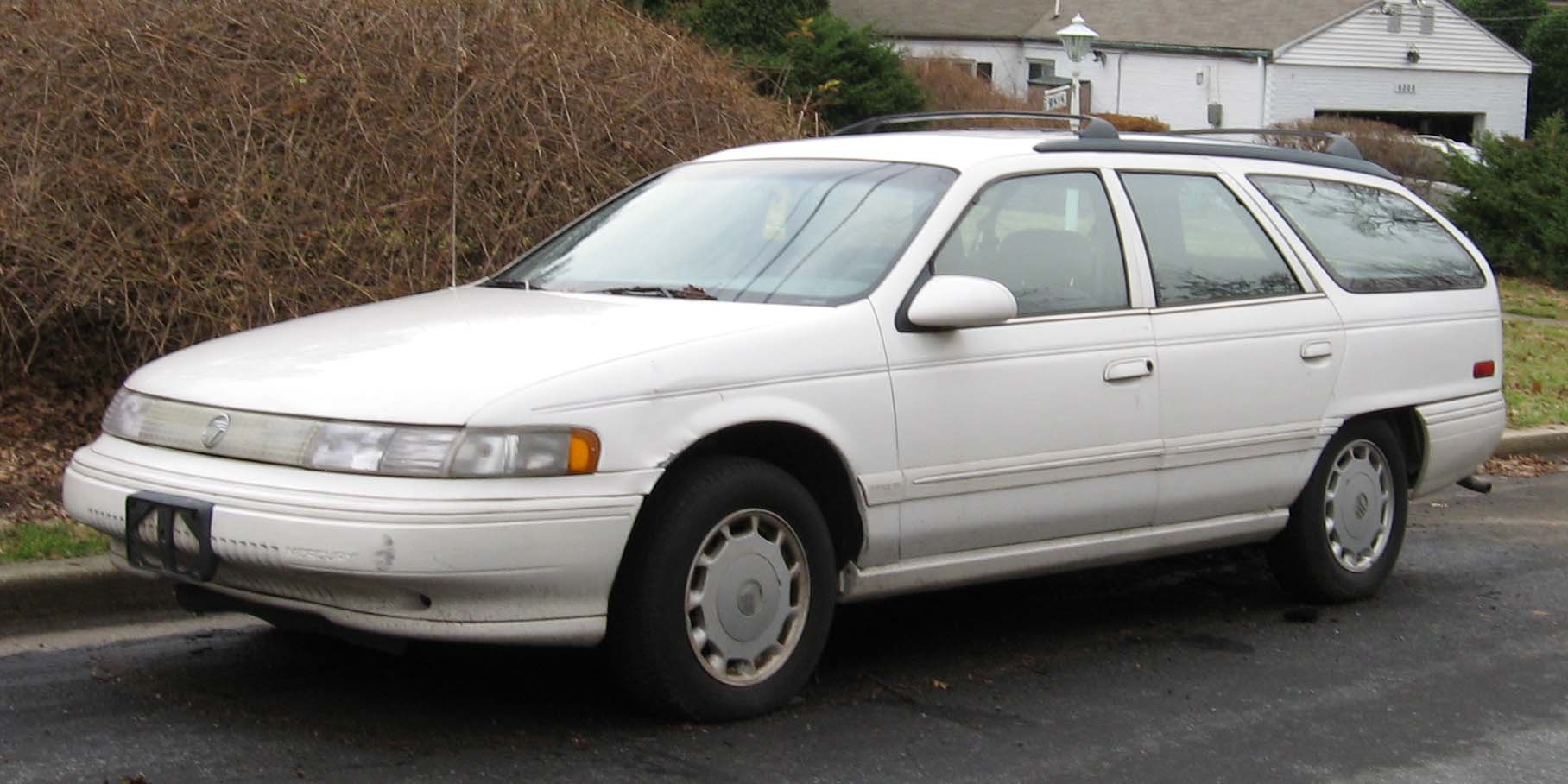
ワゴン
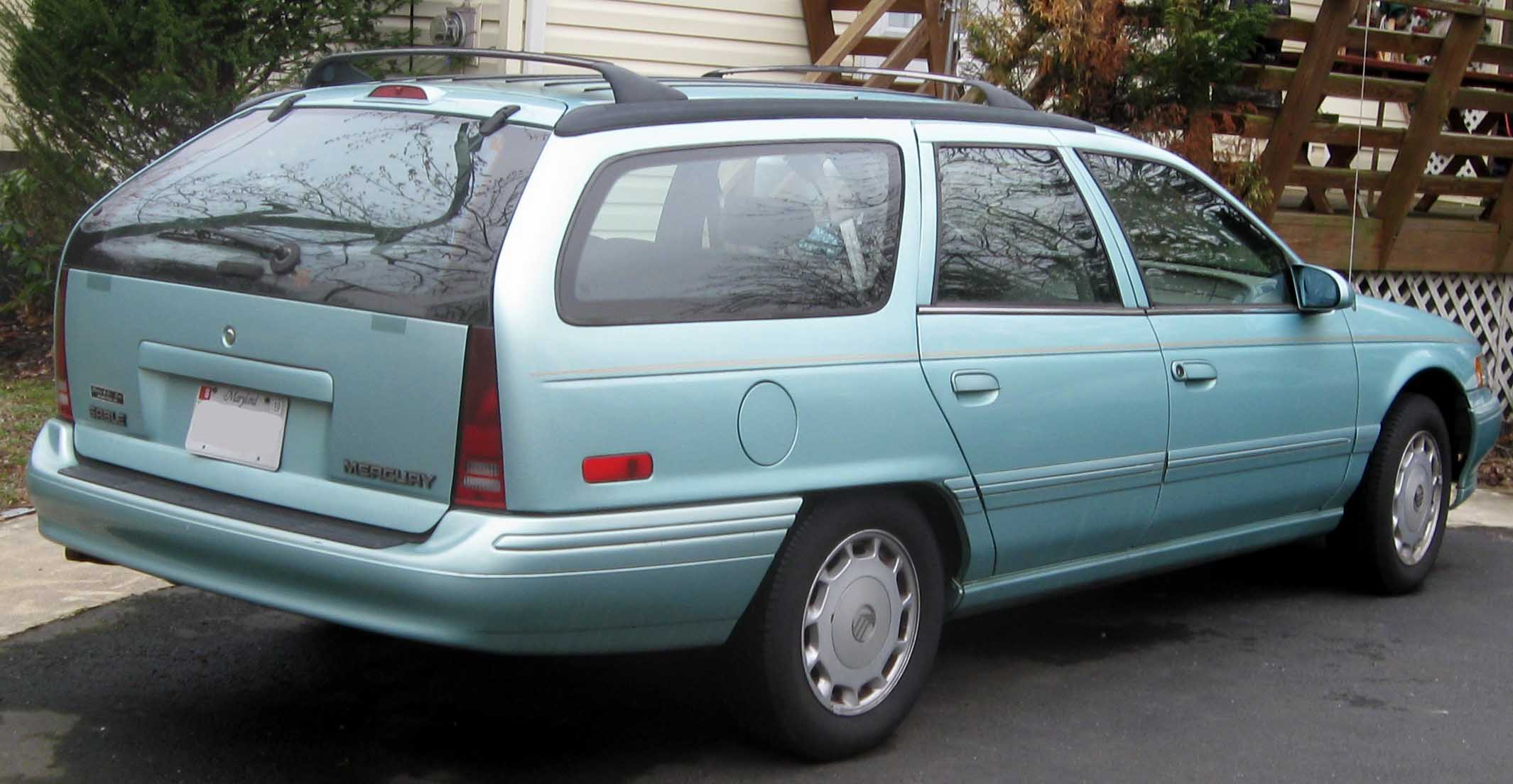
ワゴン

## 3代目（1996年-1999年）
初のフルモデルチェンジを実施。内外装を一新し、プラットフォームは先代のD186を改良したものを採用した。先代同様、4ドアセダン及びステーションワゴンが用意される。ボディサイズは先代よりも大きくなった。エンジンは旧来からのV6OHVと新設計の3L・V6DOHC。 この代のセーブルは日本では販売されなかった。
外観上のトーラスとの違いとして、フロントマスク及びテールレンズのデザイン以外に、4ドアセダンは4ライトウィンドウを採用したためリアドア以降の形状が異なる。個性的なテールレンズなども相まって、車体後半部はトーラスと印象がかなり異なったものとなっている。このリアドアはワゴンと共用であり、トーラス・ワゴンもこのリアドアを採用している。また特徴的だったライトバーは廃止された。当時フォードが推し進めていたデザインテーマであるオーバルを採用し、有機物の様な曲線を多用した内外装デザインが特徴だがマーケットでの評価は悪く、上昇した価格設定も重なって売行きは芳しくなかった。
ちなみにアジア・オセアニア仕様のトーラスは、このセーブルのフロントマスクと同様のデザインである。

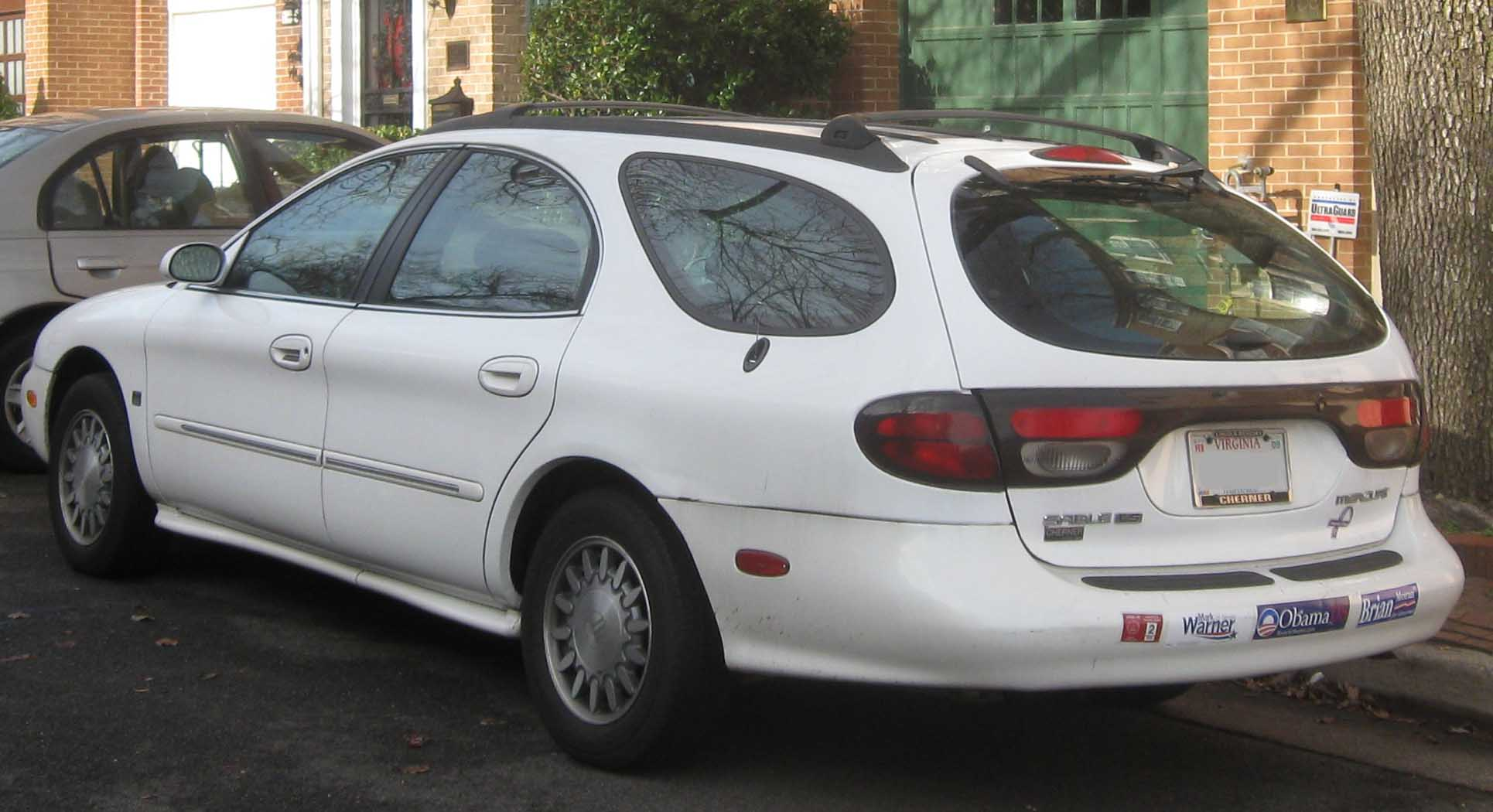
ワゴン（リア）

## 4代目（2000年-2005年）
2000年より販売開始。エンジン・駆動系統は先代を踏襲し外装と内装をマイナーチェンジしたのが主な変更点。オーバルを大胆に採用した先代がかなり不評であったため、オーバルを極力排除し大幅なデザイン変更が行われている。特に特徴的だった4ドアセダンのリアトランク周辺は保守的なデザインへ大幅変更された。また後部座席のルームスペースの改善やサスペンションセッティングをよりコンフォート志向へ変更するなど、全体的に大きな改変を実施している。
しかし販売状況は好転せず、2005年に登場したマーキュリー・モンテゴに跡を譲る形で2005年に生産終了した。

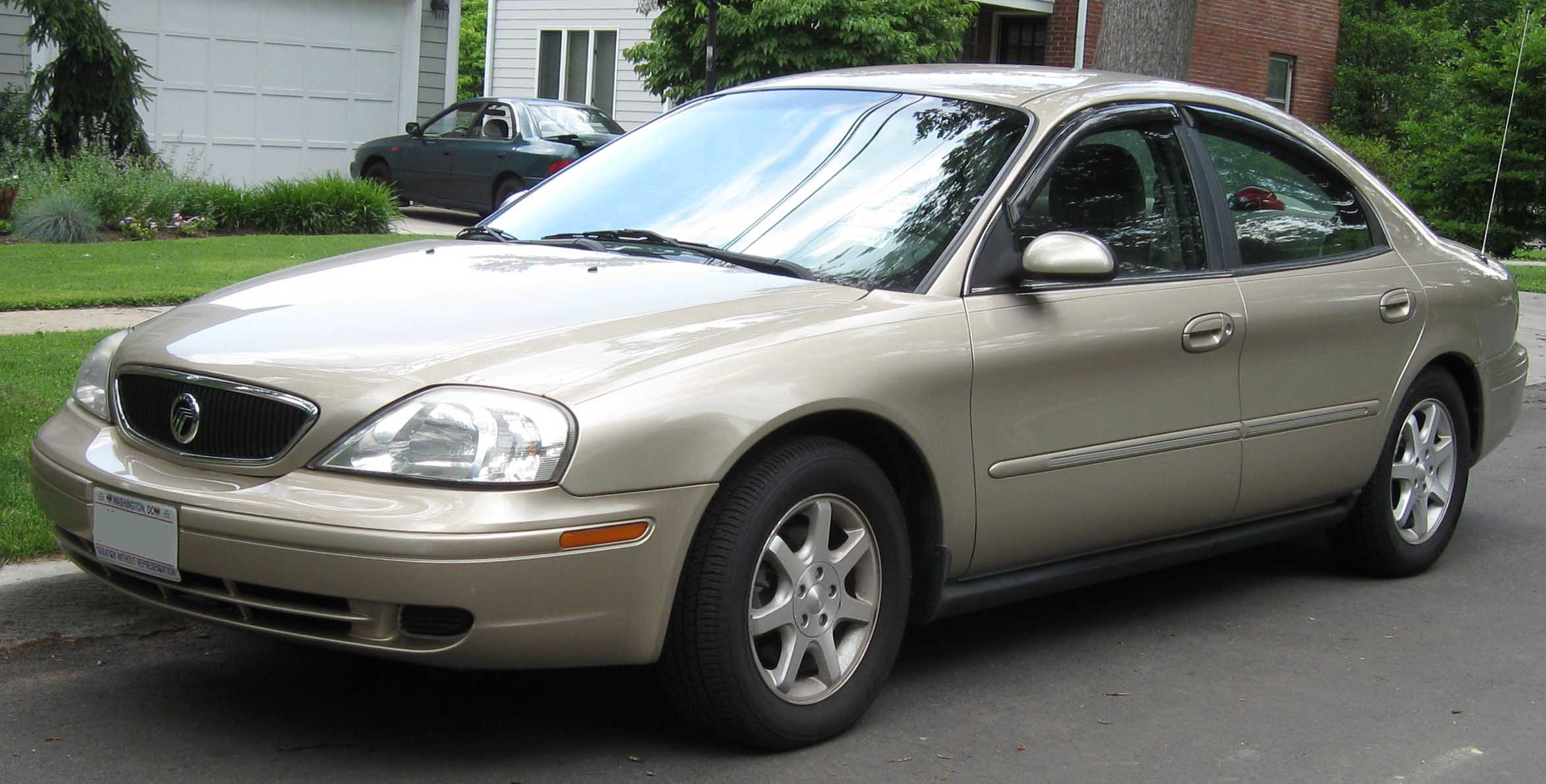
セダン
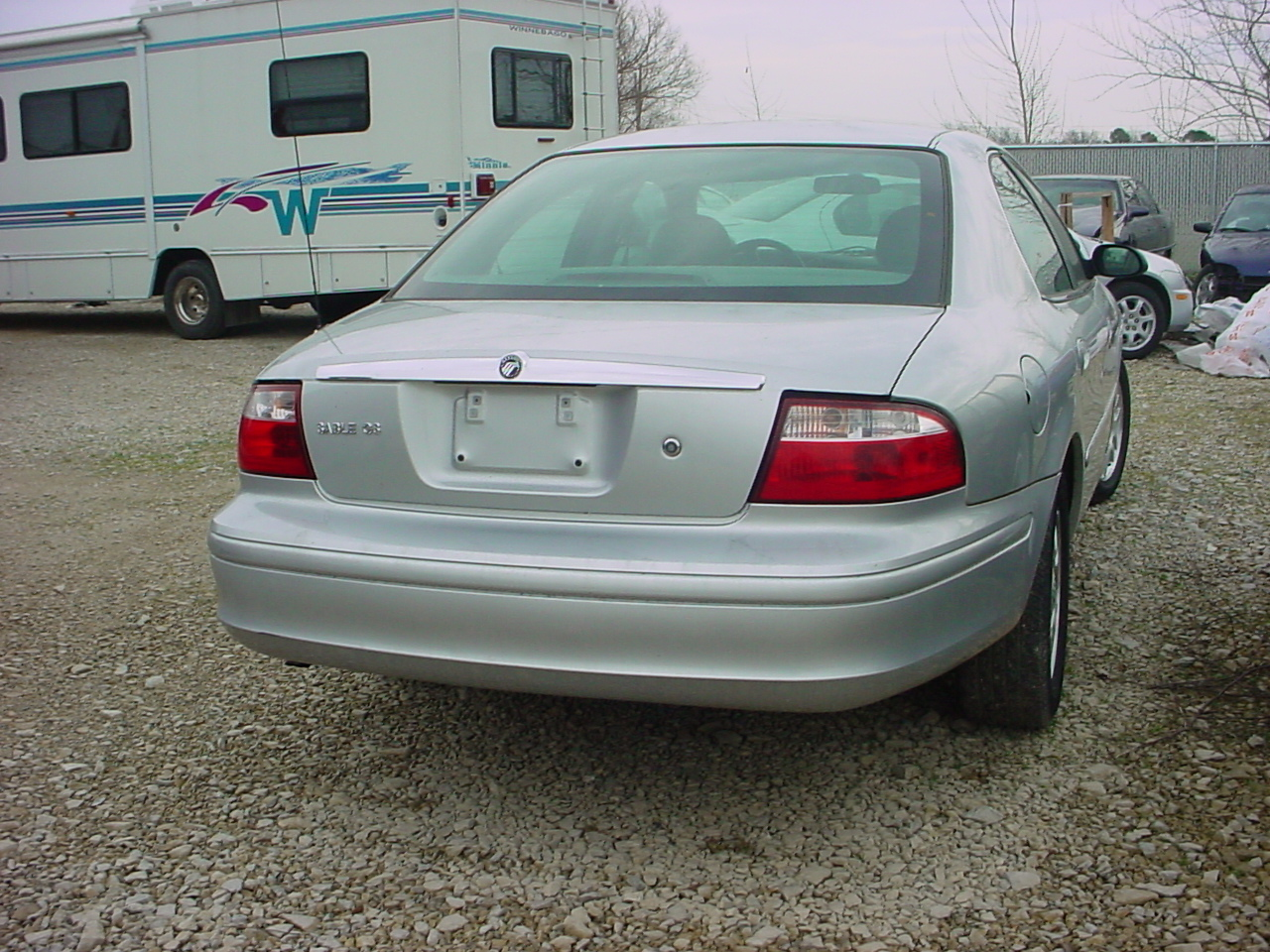
セダン(リア)
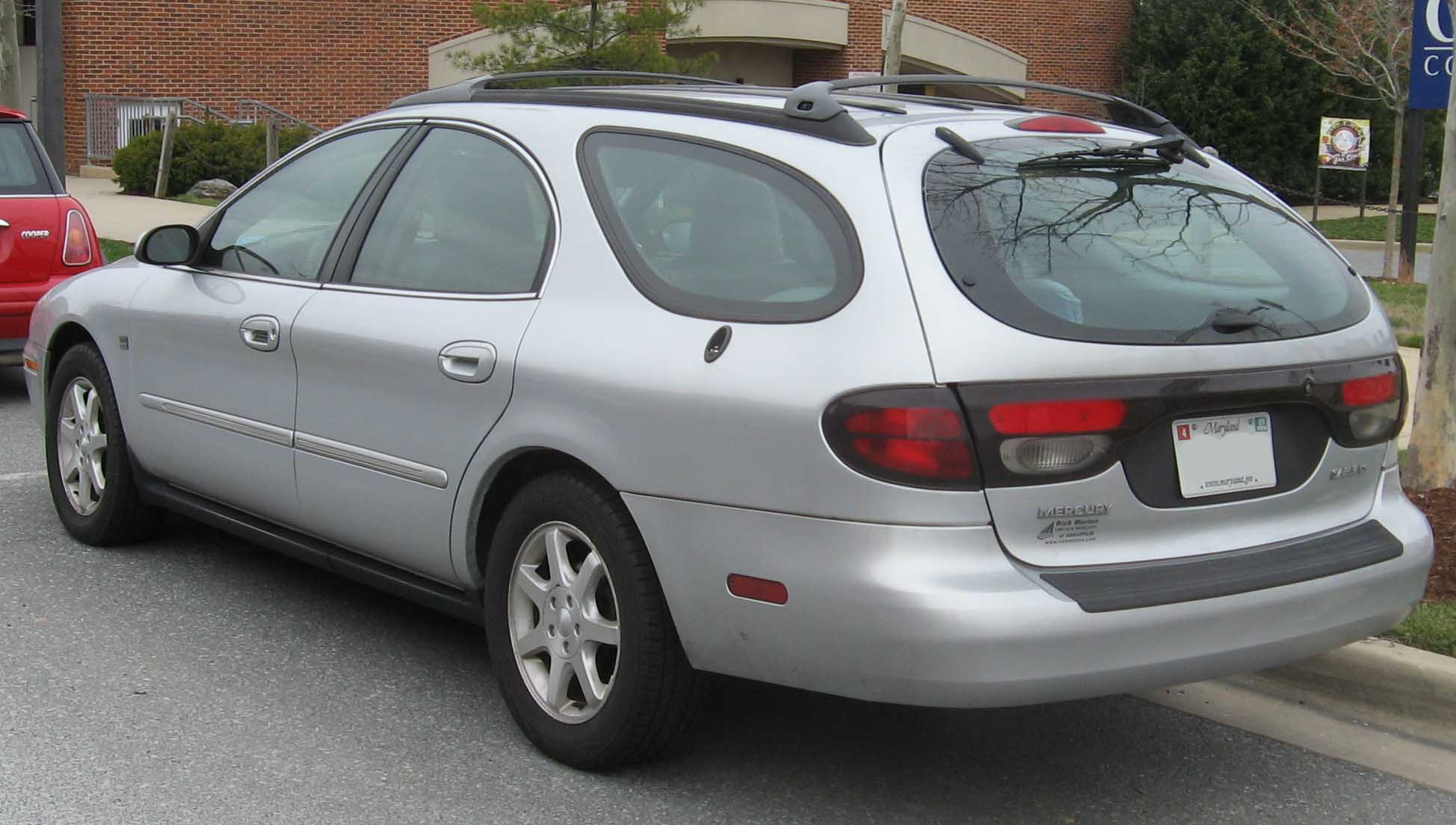
ワゴン（リア）

## 5代目（2007年-2009年）
2007年8月より販売開始。ボディタイプは4ドアセダンのみで1500mmを超える全高が特徴。名称はセーブルだが、元々はモンテゴが改名したもの(名称変更の経緯はフォード・ファイブハンドレッドを参照)。モンテゴが2008年型としてフェイスリフトを伴ったマイナーチェンジを実施するのに伴い、セーブルの名称が復活することになった。これはセーブルの後継であったモンテゴが販売不振に陥っていたことも大きな理由である。これによりセーブルは先代までのミッドサイズセダンからフルサイズセダンへと移行した。
モンテゴからの変更点として、下位車種のミランと酷似したフロントマスク、テールレンズのデザイン変更及びLED化、リアナンバープレートの設置場所変更などがある。エンジンはモンテゴの3000ccからフォード・エッジ等に搭載されている3500ccのV6DOHCへ変更。トランスミッションもCVTから6速ATへと変更されている。
2008年12月にフォードは2009年4月30日を以ってセーブルの生産を中止すると発表した。姉妹車のトーラスは2010年モデルとして新型が発表されたが、セーブルは後継車種も用意されずモデル終了となる。

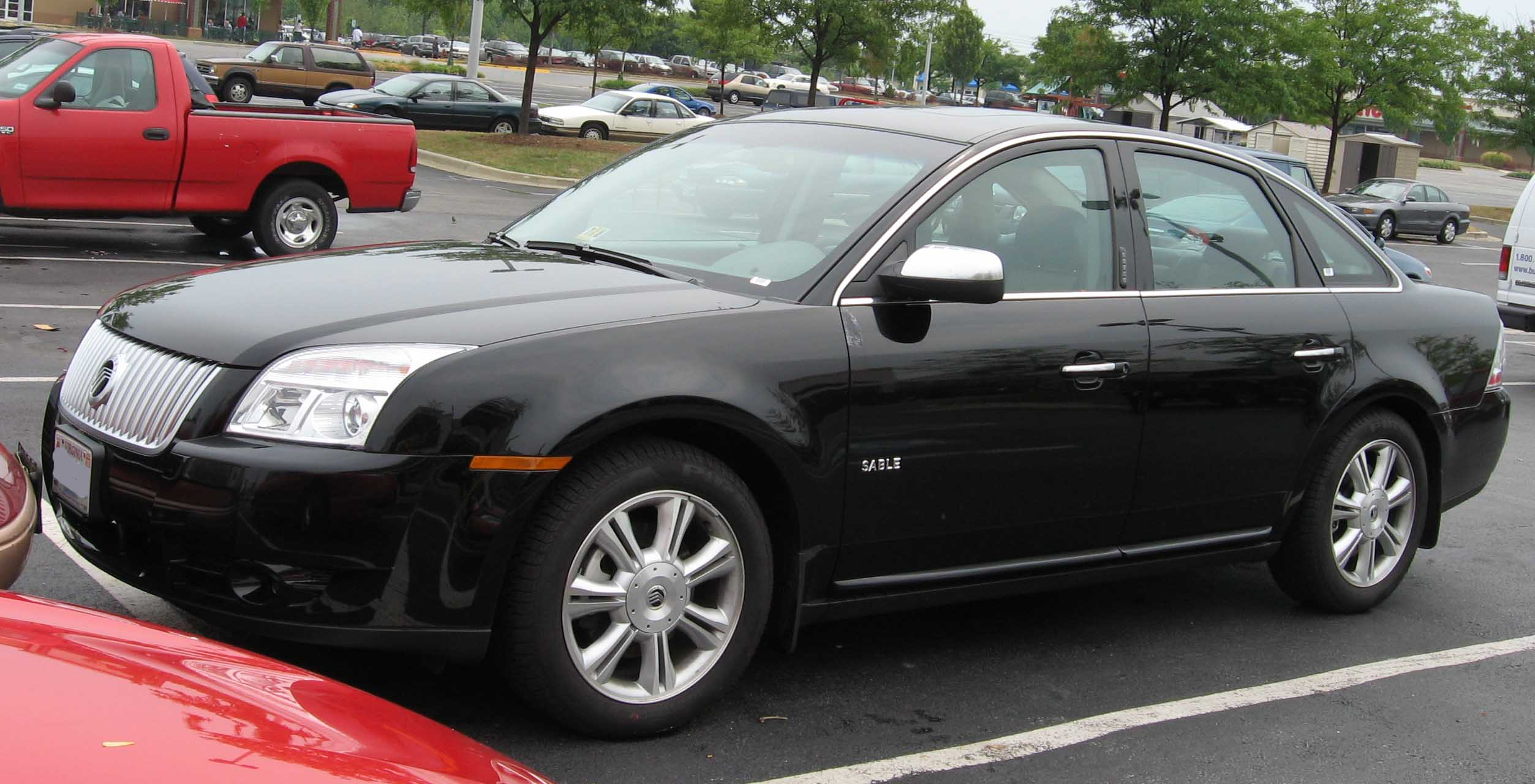
フロント
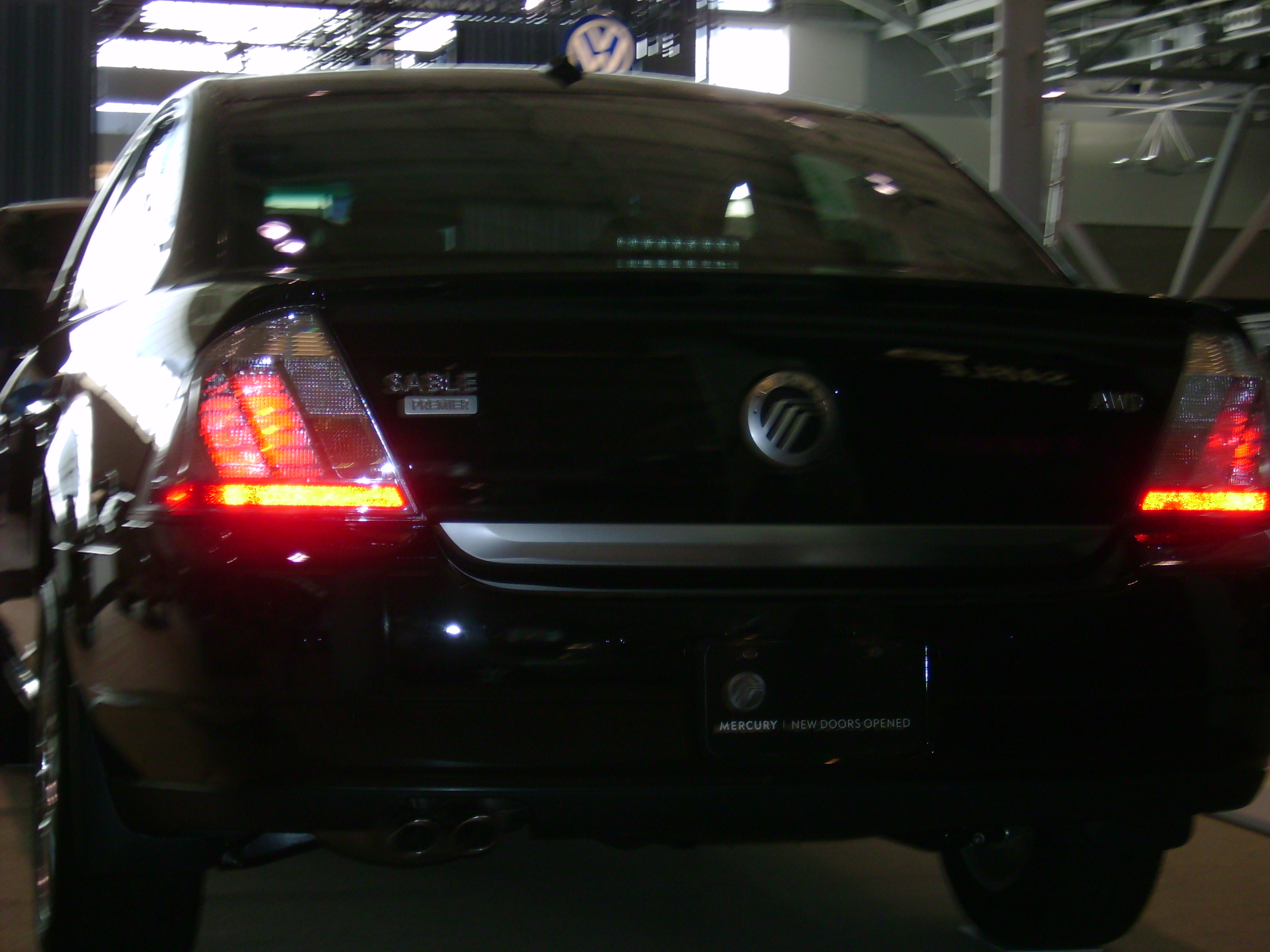
リア